# Thrasamund III
Thrasamund  ou Transmund III (floruit entre 982 et 989) fut margrave de  Camerino et duc de Spolète de 982 à 989.

## Problèmatique
Thrasamund, Transamund ou même Transmund est le fils du comte Atto II de Chieti (Teate) et Penne. Il épouse Sichelgarda, une fille du prince Pandolf Tête de Fer.
La période précise pendant laquelle il exerce son autorité sur le duché de Spolète est contestée et son règne semble avoir été interrompu au moins une fois. Cette interruption est cause de confusion et semble être à l'origine de l'affirmation selon laquelle plusieurs personnes différentes, notamment un père et son fils homonymes du nom Transmund, ont gouverné le duché de Spolète à cette époque. La Chronique de l'abbaye de Farfa indique que Transmund succède à Théobald II vers 964, mais il semble qu'il s'agisse d'une erreur de chronologie et que son règne de 959 à 967 ait précédé celui de Pandolf Tête de Fer. Par ailleurs la Chronique de San Stephano in Rivo Maris se réfère à un duc Transmund aux environs de 971, mais cette source a été reconnue comme falsifiée. Il semble finalement qu'il n'y eut qu'un seul duc du nom de Transmund qui a gouverné Spolète à au moins deux occasions et que l'on doit considérer comme Transmund III, qu'il soit mort vers 989 et que son successeur soit le margrave Hugues de Toscane.
De nombreuses sources modernes se réfèrent à deux ducs qu'elles nomment Transmund III et Transmund IV. Bien qu'il semble que ces deux personnages ne soient en fait que Transmund III, le fils du comte Atto II, il n'est cependant pas totalement exclu que deux ducs homonymes du nom de Transmund aient exercé l'autorité ducale sur Spolète à cette époque.

## Union et descendance
Le duc Transmund III laisse en effet un fils homonyme qui épouse Marozia, une fille de Grégoire Ier de Tusculum (des Théophylactes), dont quatre enfants documentés:  
- Atto IV, qui épouse d'abord Agata puis Gisla. De sa première union il a quatre enfants : Alberic, Ugo, Purpura et Atton[2].
- Hildebrand
- Transmund II, comte de Chieti
- Gibborga.